# Monts Maya
Les monts Maya, en anglais Maya Mountains, en espagnol Montes Maya ou Sierra Maya, sont une chaîne de montagnes située au Belize et à l'extrême est du département du Petén au Guatemala.
Les deux sommets principaux sont le Doyle's Delight, point culminant du Belize avec 1 124 mètres d'altitude, et le pic Victoria, situé à 57 kilomètres au sud-ouest et culminant à 1 120 mètres d'altitude.

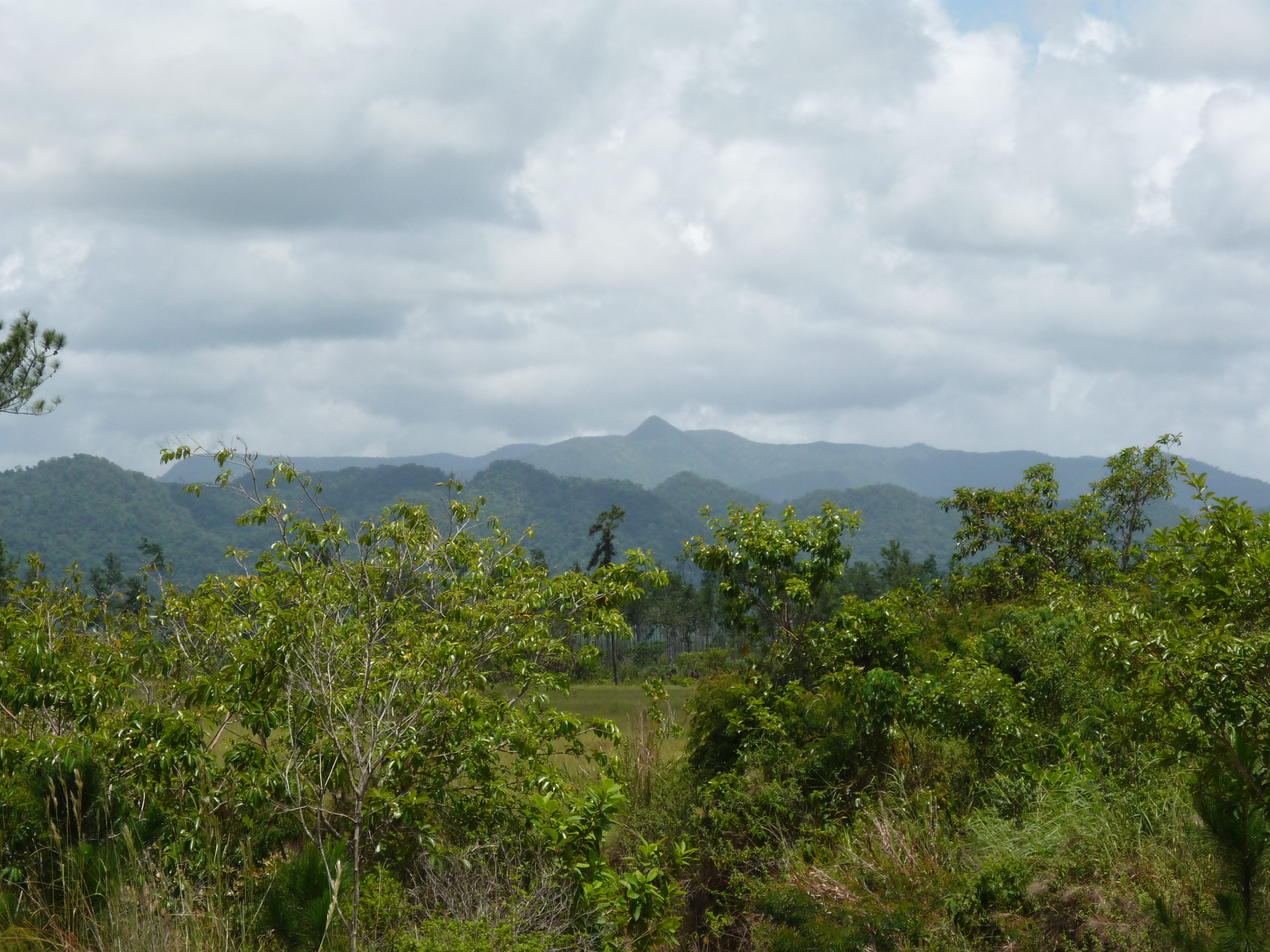
Vue des monts Maya au Belize avec le pic Victoria au centre.